# Municipio de Clay (condado de Reno)
El municipio de Clay (en inglés: Clay Township) es un municipio ubicado en el condado de Reno en el estado estadounidense de Kansas. En el año 2010 tenía una población de 2057 habitantes y una densidad poblacional de 24,42 personas por km².

## Geografía
El municipio de Clay se encuentra ubicado en las coordenadas 38°3′13″N 97°51′31″O / 38.05361, -97.85861. Según la Oficina del Censo de los Estados Unidos, el municipio tiene una superficie total de 84.25 km², de la cual 83.74 km² corresponden a tierra firme y (0.61%) 0.51 km² es agua.

## Demografía
Según el censo de 2010, había 2057 personas residiendo en el municipio de Clay. La densidad de población era de 24,42 hab./km². De los 2057 habitantes, el municipio de Clay estaba compuesto por el 96.31% blancos, el 0.24% eran afroamericanos, el 0.63% eran amerindios, el 0.34% eran asiáticos, el 0.15% eran isleños del Pacífico, el 0.92% eran de otras razas y el 1.41% pertenecían a dos o más razas. Del total de la población el 3.55% eran hispanos o latinos de cualquier raza.